# Craig Venter
John Craig Venter (* 14. října 1946 Salt Lake City) je americký biotechnolog, biochemik, genetik a podnikatel. Je znám jako jeden z prvních lidí, kteří dokázali osekvenovat lidský genom a také jako první biolog, který vytvořil buňku se syntetickým genomem. Založil firmu Celera Genomics a organizaci J. Craig Venter Institute. Magazín Time ho v letech 2007 a 2008 uvedl mezi 100 nejvlivnějších lidí světa. Je členem vládní poradní skupiny pro vědu a technologie.

## Dětství a vzdělání
Venter se narodil v Salt Lake City ve státě Utah. V mládí mezi jeho koníčky patřilo surfování a jízda na lodích. Střední školu vychodil v Kalifornii.
Vystupoval proti válce ve Vietnamu, přesto byl odveden a pracoval v polní nemocnici námořnictva Spojených států. Během pobytu ve Vietnamu se pokusil o sebevraždu vyplaváním na volné moře, ale změnil názor poté, co narazil na žraloka. Po setkání s umírajícími, raněnými a zmrzačenými vojáky se rozhodl studovat medicínu.
Studovat začal v San Mateo v Kalifornii, později přešel na Kalifornskou univerzitu v San Diegu, kde byl jeho školitelem biochemik Nathan Kaplan. V roce 1972 získal bakalářský titul v oboru biochemie, roku 1975 následně doktorský titul v oboru fyziologie a farmakologie.
Pracoval jako docent a posléze jako profesor na University at Buffalo, The State University of New York.

## Kariéra

### EST kontroverze
V době, když byl Venter zaměstnancem National Institutes of Health (NIH), využíval techniku pro rychlou identifikaci všech vláken mRNA přítomných v buňce a začal ji používat k identifikaci genů, které jsou vyjádřené v lidském mozku. Krátké sekvenční fragmenty cDNA zjištěné tímto způsobem. se nazývají EST. Úřad NIH pro transfer technologií a Venter se rozhodli použít tyto EST pro snahu patentovat geny, které zjistili na základě studií exprese v lidském mozku. Když byl tento plán zveřejněn na slyšení Kongresu, vypukla kontroverze. Úřad a Venter se proto raději rozhodli patentovou přihlášku stáhnout.

### Human Genome Project
Venter byl vášnivým zastáncem genomiky, neboť věřil, že zcela změní zdravotní péči. Navrhl svoji vlastní metodu sekvenování genomu, takzvanou "shotgun sequencing". Při použití této metody se genom rozdělí na náhodně velké fragmenty, každý z nich se osekvenuje a následně se tyto sekvence seřadí. Venter věřil, že jde o nejrychlejší a nejefektivnější cestu, jak získat užitečné informace, nicméně genetici tuto metodu zamítli, protože se domnívali, že u tak velkého genomu jako je lidský nebude metoda dostatečně přesná a také se obávali její finanční nákladnosti.
Venter byl frustrovaný pomalým pokrokem v projektu a také tím, že neměl dost finančních prostředků k realizaci jeho nápadů. Proto začal hledat cestu jak financovat projekt Celera Genomics ze soukromých financí. Cílem firmy bylo osekvenování celého lidského genomu a uvolnění výsledků do veřejné domény pro nekomerční použití v mnohem kratším čase a za mnohem nižší cenu než u Human Genome Project. Společnost také plánovala vytvořit přídavnou databázi, k níž by se lidé mohli za příplatek připojit. Cílem bylo vytvořit tlak na Human Genome Project a pobídnout další skupiny, aby se znásobilo úsilí o kompletní sekvenci lidského genomu. Celera používala k sekvenování pět demograficky různých jedinců, jedním z nich byl sám Venter.
V roce 2000 učinili Venter a také Francis Collins z NIH společné oznámení o zmapování lidského genomu, tři roky před očekávaným dokončením projektu. Oznámení bylo učiněno za přítomnosti amerického prezidenta Bushe a britského premiéra Blaira. Oba vědci získali cenu Biography of the Year pro rok 2001. V únoru 2001 byl v časopise Nature zveřejněn první lidský genom osekvenovaný Human Genome Project. O den později zveřejnila své výsledky i společnost Celera. Metoda clone-by-clone použitá v Human Genome Project se ukázala jako přesnější.
Ačkoli Celera měla původně osekvenovat složeninu vzorků několika jedinců, uprostřed práce přešla společnost na sekvenování genomu Ventera.
V roce 2003 byl Venter ze společnosti Celera vyhozen, podle vlastního životopisu kvůli konfliktu s investorem Tony Whitem.

### Expedice Global Ocean Sampling
Tato expedice měla za cíl genetický průzkum oceánu za účelem stanovení genetické rozmanitosti v mořských mikrobiálních společenstvech a porozumění jejich zásadní důležitosti v základních přírodních procesech. Projekt začal v Sargasovém moři roku 2003. Plná expedice započala v březnu 2004 na Venterově osobní jachtě v kanadském Halifaxu. Členové expedice na ní obepluli svět a do USA se vrátili v lednu 2006.

### Syntetická genomika
V roce 2016 je Venter ředitelem J, Craig Venter Institute, který provádí výzkum v oblasti syntetické biologie. V červnu 2005 spoluzaložil Venter firmu Synthetic Genomics, která se věnuje využití modifikovaných organismů k výrobě paliv a biochemikálií. V červnu 2009 oznámila společnost ExxonMobil spolupráci s touto firmou a podporu 600 milionů dolarů na výzkum a vývoj biopaliv příští generace.
Venter se snaží patentovat první částečně syntetické druhy, jejichž možné pojmenování je Mycoplasma laboratorium. Spekuluje se, že tato část výzkumu by mohla vést k produkci bakterií připravených pro zvláštní účely jako výroba paliv nebo léků, boj proti globální změně klimatu a podobně.
V květnu 2010 se tým pod vedením Ventera zapsal do historie, když vytvořil to, co bylo popsáno jako syntetický život. Provedena byla syntéza velmi dlouhé molekuly DNA obsahující kompletní genom bakterie a tato byla zavedena do těla jiné buňky. Analogicky k tomu Edward Wimmer a jeho skupina připravila a navázala RNA genom viru na buněčný lysát. Jednobuněčný organismus obsahoval čtyři vodoznaky zapsané do DNA k identifikaci jedince a jeho potomků. Tyto vodoznaky zahrnují kódovou tabulku pro celou abecedu s interpunkcí, jména 46 vědců podílejících se na výzkumu, tři citáty a tajnou e-mailovou adresu pro buňku.
V březnu 2016 oznámil Venter vytvoření genomu s počtem genů nižším než jakýkoli volně žijících organismus (473 genů). Cíle projektu bylo shrnout všechny podstatné geny, tak že zůstane pouze minimální počet potřebný pro podporu života.

### Individuální lidský genom
V září 2007 publikoval tým Sama Levyho první kompletní přečtený lidský genom o celkovém počtu přes 6 miliard znaků. Přečtený genom byl genomem Craiga Ventera. Některé ze sekvencí Venterova genomu jsou spojeny se zvýšeným rizikem antisociálního chování, Alzheimerovy choroby a kardiovaskulárních nemocí. Tento genom byl obzvláště zajímavý, jelikož byl diploidní, nikoli haploidní a představuje příslib pro personalizovanou medicínu.
The Human Reference Genome Browser je webová aplikace pro analýzu Venterova nedávno zveřejněného genomu. Databáze se skládá zhruba ze 32 milionů DNA posloupností čtených pomocí Sangerovy metody, sestavených do 4 milionů DNA variant identifikovaných analýzou genomu. Tyto varianty zahrnují jednonukleotidový polymorfismus, nebo konstrukční varianty jako jsou inverze, delece, inzerce a změny počtu kopií.
Prohlížeč umožňuje procházet sestavy genomu a sekvenční variace. Představuje haplotypy z nichž lze odvodit diploidní sekvence genomu. Uživatelé mohou prohlížet jakoukoli část genomu a popřípadě ji exportovat pro další podrobnější výzkum.

### Human Longevity, Inc.
V roce 2014 založili Venter, Peter Diamandis a Roberto Hariri společnost Human Longevity, Inc. zaměřenou na prodloužení zdravého, produktivního lidského života. Společnost oznámila, že je jejím cíle sekvenovat až 40 000 genomů ročně, zvláště pacientů s rakovinou a rakovinových buněk.
Cílem je prodloužit zdravý lidský život za použití moderní diagnostiky z oblasti genomiky, proteomiky nebo terapie z kmenových buněk.

## Publikace
Venter je autorem dvou knih. První z nich je autobiografická kniha A Life Decoded. Ve druhé knize s názvem Life at the Speed of Light představuje svůj názor na propojení vědních oborů v moderní době.

## Osobní život
Venter si vzal za manželku svoji bývalou doktorandku Barbaru Rae, rozvedli se v 80. letech a následně si vzal další studentku Claire Fraser. Jejich manželství vydrželo do roku 2005. V roce 2016 je potřetí ženatý. Trpí ADHD. Je ateista.